# Улица Шагабутдинова (Алма-Ата)
Улица Шагабутдинова - улица в Жетысуском, Алмалинском и Бостандыкском районах Алматы. Проходит с севера на юг от улицы Макатаева до бульвара Бухар Жырау (с прерываниями) между улицами Байтурсынова и Муканова. Протяженность 2750 м. 

## Структура улицы
Улица делится на 3 участка:
1. от улицы Макатаева и не доходя проспекта Толе би, где улица упирается в пешеходную арку. Пересекает Улица пересекает улицы Жибек жолы, Гоголя, Айтеке би и Казыбек би;
2. от проспекта Толе би и до проспекта Абая, пересекая улицы Богенбай батыра, Карасай батыра, Кабанбай батыра, Жамбыла, Шевченко и Курмангазы.
3. после Абая улица прерывается и возобновляется от улицы Сатпаева, где чуть выше раздваиватся на 2 одностронних участка - улица Маркова только вниз (на север) и Шагабутдинова только вверх (на юг) до бульвара Бухар Жырау.

Выше (южнее) бульвара Бухар Жырау улица имеет продолжение - пешеходную улицу Касымова, которая доходит до середины микрорайона "Коктем-1".
Улица на многих перекрестках не имеет светофоров, в связи с чем непопулярна для проездов.

## История и названия
Улица Кордонная - историческое название улице в городе Верном, происходило от ее назначения – она связывала г. Верный с ущельем Заилийского Алатау, где находился главный кордон, охранявший лес от самовольной вырубки. 
С приходом советской власти улице присвоено имя Багаутдина Шагабутдинова (Шегабутдинова) - командир Красной Армии, участник борьбы за установление Советской власти в Туркестане, Семиречье.
Современная улица Шагабутдинова сформировалась в довоенные годы и застраивалась одноэтажными жилыми домами с приусадебными участками.

## Учреждения
Вдоль и рядом с улицей расположены:
- Казахская инженерная финансово-банковская академия;
- Казахский университет международных отношений и мировых языков имени Абылай хана;
- Центральный плавательный бассейн (ныне Rakhat Fitness);
- Центральный стадион;

## Общественный транспорт
Вдоль улицы транспорт не ходит, для передвижения в направлении север-юг стоит использовать рядом проходящую  улицу Байтурсынова. Однако улица пересекает 4 транспортные магистрали (Гоголя, Толе би, Абая и Сатпаева) на пересечении с которыми ходит много транспорта.